# Justify My Love
«Justify My Love» es una canción interpretada por la cantante estadounidense Madonna, incluida en su primer álbum de grandes éxitos, The Immaculate Collection (1990). La compañía discográfica Sire Records la publicó el 6 de noviembre de 1990 como el primer sencillo del álbum. Fue compuesta por Lenny Kravitz e Ingrid Chavez, con letras adicionales de Madonna. A Chavez inicialmente no se le dio crédito por la canción, lo que llevó a una demanda contra Kravitz. Chavez resolvió fuera de la corte los términos de los cuales incluyen un crédito de composición. La voz de Madonna es principalmente hablada y susurrada, pero casi nunca cantada, un estilo que empleó nuevamente en su siguiente álbum de estudio, Erotica (1992).
Musicalmente, «Justify My Love» es una canción inspirada en el trip hop, con ajustes e instrumentación de tempo medio. La letra de la canción trata principalmente del sexo y romance. «Justify My Love» recibió reseñas variadas de críticos antiguos, pero fue apreciada por muchos críticos contemporáneos, quienes la señalaron como una de las mejores canciones de Madonna hasta la fecha. La canción se convirtió en el noveno sencillo número uno de Madonna en el Billboard Hot 100, mientras que alcanzó los diez primeros puestos en varios países, incluyendo Australia, Canadá, Finlandia, Nueva Zelanda, Italia, Suiza y el Reino Unido.
Su video musical retrata a Madonna como una mujer que camina por el pasillo de un hotel, luciendo angustiada y cansada por el trabajo, hasta que se deja seducir en tener relaciones sexuales con un misterioso hombre y una mujer. Causó controversia en todo el mundo, debido a sus imágenes sexualmente explícitas y posteriormente fue prohibido en MTV y otras cadenas de televisión. El video, que contenía escenas de sadomasoquismo, voyeurismo y bisexualidad, hizo su debut en la televisión estadounidense el 3 de diciembre de 1990 en ABC durante su programa nocturno Nightline. La canción fue parte de cuatro de sus giras, la más reciente en The Celebration Tour de 2023-2024.

## Información general
"Justify My Love" está escrita por Lenny Kravitz, Ingrid Chávez y Madonna. Kravitz escribió esta canción para Madonna basándose en un poema de Ingrid, quien era amiga de Prince. Kravitz ideó el nombre de la canción y el estribillo. Madonna contribuyó con algunas líneas. Así la canción es junto a "Rescue Me" uno de los temas inéditos del primer álbum compilado de grandes éxitos de Madonna llamado The Immaculate Collection. "Justify My Love" se seleccionó como primer sencillo del álbum publicado el 6 de noviembre de 1990. Consiguiendo el puesto n.º 1 en listas de Chile, Brasil y Estados Unidos y permaneciendo en el Top 10 de muchos otros.
La publicación de "Justify My Love", de ninguna forma podía pasar desapercibida en todo el mundo. Para comenzar tenemos el escandaloso video musical que lo acompañó, calificado como sexualmente explícito y censurado por la MTV. La propia letra de la canción hizo que fuera el primer sencillo de Madonna en llevar la calificación del Parental Advisory en su carátula. Otro punto polémico fue que en los créditos de la canción no se incluyó la colaboración de Ingrid Chávez, sin embargo esta logró por vía judicial que su nombre fuera incluido en los créditos de "Justify My Love". Por último Kravitz utilizó sin permiso un sample instrumental del grupo Public Enemy.
La canción fue toda una innovación en el mundo de la música, debido a su estructura, donde Madonna apenas canta y solo se dedica a susurrar entre un fondo de suspiros y gemidos. Este nuevo estilo continuó hasta el álbum Erotica, donde se encuentran algunas canciones similares a "Justify My Love". Kravitz acompañó a Madonna en la canción haciendo parte de los coros. Esta colaboración hizo que se desatara un rumor de que Madonna y Kravitz tenían una relación que iba más allá de lo laboral, sin embargo el propio Kravitz se encargó de desmentir estos rumores.
El sencillo se lanzó con una nueva versión de "Express Yourself" como lado B producida por Shep Pettibone. Mientras que otras versiones contienen como lado B el remix The Beast Within, que más bien se podría considerar otra canción aparte, ya que poco tiene que ver con "Justify My Love".
Esta canción fue utilizada por varios artistas, realizando covers o simplemente extrayendo algún sample. Como es el caso del rapero Mase que utilizó un sample de la canción para su álbum Double Up, en su canción Stay Out of My Way. La rapera Vita y la cantante pop Ashanti Douglas realizaron un cover de la canción, respectivamente, esta última para el álbum soundtrack The Fast and the Furious en 2001. El rapero Jay-Z renovó la canción llamándola Justify My Thug, para su álbum The Black Album.
Madonna cantó en vivo esta canción únicamente en su gira Girlie Show Tour, en 1993. Madonna creó una de las actuaciones más elegantes basándose en la escena Un Día En Las Carreras de la película My Fair Lady.

## Vídeo musical
A pesar de ser todo un éxito número uno, "Justify My Love" es quizás uno de los sencillos más notables por su polémico video musical, dirigido por el francés Jean-Baptiste Mondino. El video contiene imágenes de una orgía en un hotel parisino. Madonna aparece con una imagen mucho más provocadora y sensual que de costumbre; su cabellera rubio platino imita a su ídolo Marilyn Monroe pero va maquillada de un modo más agresivo. El vídeo incluye escenas de desnudez parcial, homosexualidad, sadomasoquismo y otras situaciones sexualmente provocativas, en las que también se puede ver a la propia Madonna acariciando su entrepierna en un pasillo mientras se aproxima su entonces novio, el modelo y actor Tony Ward. Algunos de los bailarines de su gira Blond Ambition Tour y la modelo Amanda de Cazelet también aparecen.
"Justify My Love" es uno de los primeros vídeos censurados por MTV, Much Music y otras cadenas de televisión musical. Sin embargo, corrieron varias versiones acerca del por qué de la censura de este video musical. Algunos afirman que el video es pornográfico. Para otros lo escandaloso es la escena en la que Madonna aparece acariciando su entrepierna. Otros definen que lo polémico es la escena de Madonna con Amanda de Cazalet, porque obviamente es lésbica. Lo cierto es que gracias a la censura, Madonna aprovechó la ocasión y publicó por primera vez un Video-sencillo, rompiendo récord en ventas.
Este video está inspirado en la estética de las películas de Luchino Visconti y Liliana Cavani, como Portero de noche, que fue una las películas más escandalosas de la década de los '70. La escena final del video, cuando Madonna sale corriendo por el pasillo, está inspirada en la película Don't Bother to Knock de Marilyn Monroe.
La propia Madonna participó en una parodia de su video en el programa de la televisión estadounidense Saturday Night Live en 1991 junto al dúo de Wayne's World, uno de cuyos integrantes era Mike Myers.
Este video fue posicionado por la revista Rolling Stone en el puesto nº43 de la cuenta The 100 Top Music Videos. VH1 posicionó el video en el puesto n.º 7 de la cuenta 100 Greatest Videos y en el puesto n.º 1 de los 50 Sexiest Video Moments. Por último el programa Back In... lo eligió el 4º video de los Top5 Best Videos de 1991.

### Créditos del vídeo
- Director: Jean-Baptiste Mondino
- Productor: Philippe Dupuis-Mendel
- Director de Fotografía: Pascal Lebegue
- Compañía Productora: Bandits Productions (una coproducción con Propaganda Films)

## The Beast Within
"The Beast Within" es el nombre de uno de los remixes de "Justify My Love", publicado como lado B en algunas versiones del sencillo. El remix solo utiliza el estribillo y ciertas líneas de la versión original, el resto de la canción fue remplazada por un pasaje del Apocalipsis de la Biblia. La canción generó su atención a comienzos de 1991 cuando el Centro Simon Wiesenthal acusó a la canción de contener letra antisemita. Madonna denegó la acusación, explicando que la canción trata sobre el amor y no sobre el odio.
"The Beast Within" fue utilizada como un interludio de bailarines durante la gira Girlie Show Tour en 1993, grabado en el vídeo álbum The Girlie Show - Live Down Under, y recreado en The Celebration Tour en 2023-2024. Fue utilizada nuevamente como un video introducción en la gira Re-Invention Tour en 2004, representando una imagen apocalíptica de Madonna. Este vídeo fue incluido en el documental I'm Going to Tell You a Secret.

## Versiones oficiales
1. Album Version 4:56
2. Video Version 5:00
3. Q-Sound Edit 4:30
4. Q-Sound Mix 4:54
5. William Orbit Edit 4:30
6. William Orbit 12" Remix/William Orbit Remix/Remix 7:16
7. Hip Hop Mix 6:30
8. The Beast Within Mix 6:10
9. English Mix 6:31

## Posicionamiento en listas
| País (Lista 1990–91)                   | Mejor posición |
| -------------------------------------- | -------------- |
| Alemania                               | 10             |
| Australia                              | 4              |
| Austria                                | 9              |
| Bélgica Flandes                        | 9              |
| Canadá                                 | 1              |
| España                                 | 3              |
| Estados Unidos (Billboard Hot 100)     | 1              |
| Estados Unidos (Dance/Club Play Songs) | 1              |
| Estados Unidos (Hot R&B/Hip-Hop Songs) | 42             |
| Estados Unidos (Top 40 Tracks)         | 1              |
| Finlandia                              | 1              |
| Francia                                | 17             |
| Irlanda                                | 3              |
| Italia                                 | 3              |
| Noruega                                | 3              |
| Nueva Zelanda                          | 5              |
| Países Bajos                           | 5              |
| Reino Unido                            | 2              |
| Suecia                                 | 8              |
| Suiza                                  | 3              |
| Unión Europea                          | 2              |

| País (Lista 1990-1991)             | Posición |
| ---------------------------------- | -------- |
| Estados Unidos (Billboard Hot 100) | 21       |
| Italia                             | 15       |
| Reino Unido                        | 43       |

## Certificaciones
| País (organismo certificador) | Certificación |
| ----------------------------- | ------------- |
| Australia (ARIA)              | Oro           |
| Canadá (CRIA)                 | Oro           |
| Estados Unidos (RIAA)         | Platino       |
| Reino Unido (BPI)             | Plata         |